# Weissia subangustifolia
Weissia subangustifolia là một loài rêu trong họ Pottiaceae. Loài này được (Thér.) R.H. Zander mô tả khoa học đầu tiên năm 1983.